# NGC 5112
NGC 5112 é uma galáxia espiral barrada (SBc) localizada na direcção da constelação de Canes Venatici. Possui uma declinação de +38° 44' 07" e uma ascensão recta de 13 horas, 21 minutos e 56,6 segundos.
A galáxia NGC 5112 foi descoberta em 17 de Março de 1787 por William Herschel.